# Vipio tinctipennis
Vipio tinctipennis är en stekelart som beskrevs av Cameron 1906. Vipio tinctipennis ingår i släktet Vipio och familjen bracksteklar. Inga underarter finns listade i Catalogue of Life.